# Erlau
Erlau es un municipio situado en el distrito de Sajonia Central, en el estado federado de Sajonia (Alemania), a una altitud de 320 metros. Su población a finales de 2016 era de unos 3200 habitantes y su densidad poblacional, 85 hab/km².